# Liuxu, Anhui
Liuxu (kinesiska: 刘圩) är en köping i östra Kina. Den ligger i Si härad i staden Suzhou i provinsen Anhui, omkring 210 kilometer norr om provinshuvudstaden Hefei. Antalet invånare är 37439. Befolkningen består av 19 029 kvinnor och 18 410 män. Barn under 15 år utgör 22,0 %, vuxna 15-64 år 65 %, och äldre över 65 år 11,0 %.